# Центральний стадіон (Йонава)
«Центральний стадіон Йонави» (лит. Jonavos centrinis stadionas) — багатофункціональний стадіон у місті Йонава, Литва, домашня арена однойменного футбольного клубу.
Стадіон реконструйований 2010 року. Арену нині експлуатує Центр фізичної культури та спорту Йонави, від чого її офіційна і повна назва «Центральний стадіон регіонального центру фізичної культури та спорту Йонави». Загальна площа комплексу складає 13 970 м²
До структури стадіону окрім основного футбольного поля з натуральним газоном та біговими доріжками входять: штучне футбольне полі, 6 баскетбольних майданчиків, майданчик для регбі та волейболу, у тому числі для пляжного. Поблизу стадіону розташоване озеро, де проводяться змагання з водних видів спорту. Арену обладнано системою освітлення та механічним табло. 
Стадіон використовується в основному для футбольних матчів. Також тут проводяться змагання з інших видів спорту та культурні заходи. 
В майбутньому стадіон планується розширити до 3 000 місць та дещо модернізувати.